# Guillaume Testa
Pour les articles homonymes, voir Testa.
Guillaume Testa (ou Teste) est un cardinal français né en Midi-Pyrénées au XIIIe siècle et mort avant le 25 septembre 1326 à Avignon.

## Biographie
Testa est domestique du pape Clément V , archidiacre de Comminges et légat apostolique en Angleterre. Il est créé cardinal par le pape Clément V lors du consistoire du 23 décembre 1312. 
Le cardinal Testa est cardinal proto-prêtre en janvier 1323 et camerlingue du Sacré Collège en 1323-1326. Il participe au conclave de 1314-1316, lors duquel Jean XXII est élu.